# Luis Armelio García
Luis Armelio García (ur. 21 września 1967 w Hawanie) – kubański trener piłkarski.

## Kariera
W końcu 2004 roku García został mianowany na selekcjonera, a w 2005 prowadził reprezentację Kuby. W 2006 roku został selekcjonerem reprezentacji Haiti. W 2007 roku wziął z nią udział w Złotym Pucharze CONCACAF. Prowadzona przez niego drużyna rozegrała na nim 3 spotkania: z Gwadelupą (1:1), Kostaryką (1:1) i Kanadą (0:2), po czym zakończyła turniej na fazie grupowej.